# Bonita Open Solution
Bonita es una plataforma código abierto (low-code) de aplicaciones de flujo de trabajo y gestión de procesos de negocio (BPM) creada en 2001. Se inició en el Instituto Francés de Investigación en Informática y Automática (INRIA) y posteriormente se transfirió al Grupo Bull. En 2009, el director de la división BPM, Miguel Valdes Faura, con dos de sus compañeros (Charles Souillard y Rodrigue Le Gall), fundó Bonitasoft, la compañía que ha continuado el desarrollo de la plataforma de código abierto y la ha puesto a disposición en dos ediciones: una edición comunitaria de código abierto gratuita y una edición de suscripción comercial.
Bonita v4 pasó a llamarse Bonita Open Solution con el lanzamiento de v5, se convirtió en Bonita BPM con el lanzamiento de v6, y ahora se llama Bonita después del lanzamiento de v7.6. 
Bonitasoft responde a las necesidades de las operaciones digitales y la modernización de los sistemas de información con Bonita, una plataforma open-source y extensible para la automatización y optimización de los procesos de negocio. 
La plataforma Bonita acelera el desarrollo y la producción gracias a una clara separación entre la configuración y las capacidades de desarrollo.
Bonita facilita la integración con el sistema de información existente, permite la orquestación de sistemas heterogéneos y proporciona visibilidad transversal en todos los procesos de la compañía.

## Características
La plataforma de aplicaciones Bonita tiene varios componentes principales:
- Bonita Studio (Estudio)

Permite al usuario modificar gráficamente los procesos de negocio siguiendo el estándar BPMN. Este puede también conectar procesos a otras piezas del sistema de información (tales como: mensajería, ERP, ECM, bases de datos, entre otros.) para generar una aplicación de negocios autónoma accesible a través de portales web, formulario web y dispositivos móviles. Bonita Studio también permite al usuario comenzar con procesos diseñados con otros estándares y tecnologías como XPDL o jBPM. Se basa en Eclipse.
- Bonita BPM Engine (motor)

El motor de proceso BPM es una aplicación JAVA que ejecuta definiciones de proceso creadas con Bonita Studio. Las API de REST y Bonita Engine permiten al usuario interactuar mediante programación con otros procesos, plataformas y sistemas de información. Está disponible bajo licencia LGPL. 
- Bonita Portal

Este es un portal incluido que permite a los usuarios finales administrar las tareas en las que están involucrados. El portal Bonita también permite al propietario de un proceso administrar y obtener informes sobre los procesos. Se basa en AngularJS.
- Bonita UI Designer

Proporciona funciones listas para usar, basadas en AngularJS y Bootstrap, y puntos de extensión que permiten a los desarrolladores de interfaces de usuario mezclar herramientas gráficas, herramientas y marcos, y codificación personalizada para desarrollar interfaces de usuario a medida.
- Bonita Continuous Delivery

Un complemento basado en Docker y Ansible que permite el aprovisionamiento automático con la tecnología de nube Amazon AWS. 
Bonita BPM es de código abierto y puede descargarse bajo GPL.

## Aplicaciones
La plataforma Bonita se utiliza para crear aplicaciones empresariales basadas en procesos o flujos de trabajo, utilizadas por las organizaciones para mejorar la eficiencia en las operaciones diarias o para la transformación digital estratégica de las empresas. 
Las aplicaciones Bonita se utilizan para diversos proyectos en industrias que dependen de flujos de trabajo complejos. Estos son algunos ejemplos de los procesos que se utilizan en:
- Educación: Gestión de cuentas de usuarios universitarios; Concesión de facturación y asignación de pagos.
- Energía: Proceso de reducción del uso de energía; Monitoreo y predicción de la producción de energía
- Servicios financieros: Seguros para corredores y clientes; Gestión de solicitudes de préstamo
- Cuidado de la salud: Atención al paciente; Procesos analíticos en el descubrimiento de fármacos
- Fabricación: Desarrollo de productos; gestión de cambios de ingenier
- Sector público: Gobierno electrónico, contratación pública.
- Telecomunicaciones y medios de comunicación: Suscripción de clientes; prestación de servicios de infraestructura
- Retail: Procesos de alerta de seguridad en línea.

## Historia y versiones
- 2001: Primera versión de Bonita, desarrollada en el INRIA
- 2008: Bonita 4, desarrollada en el Grupo Bull
- Junio 2009: Creación de Bonitasoft, la compañía que da soporte a Bonita BPM
- Septiembre 2009: Bonitasoft recauda 3 millones de dólares
- Enero 2010: Lanzamiento de Bonita Open Solution, 5.ª versión de Bonita.
- Junio 2010: Lanzamiento de Bonita Open Solution 5.2
- Octubre 2010: Lanzamiento de Bonita 5.2.4 (tamaño del instalador, 219 MB; instalación, 331 MB)
- Noviembre de 2010: Lanzamiento de Bonita Open Solution 5.3
- 22 de diciembre de 2010: Lanzamiento de Bonita 5.3.2. Bonitasoft supera los 100 clientes de pago de su software BOS
- 27 de enero de 2011: Lanzamiento de Bonita 5.4, que ofrece actualizaciones de funciones clave para lograr una mayor facilidad de uso. Bonita Open Solution fue descargada más de medio millón de veces.
- 27 de mayo de 2011: Lanzamiento de Bonita 5.5, que incorpora nuevas características críticas en la oferta principal de Bonitasoft que hace que el desarrollo, prueba y administración de aplicaciones BPM sea más rápido y más fácil.
- 13 de septiembre de 2011: Bonitasoft cierra $ 11 millones de fondos de la Serie B para impulsar el crecimiento mundial.
- 19 de octubre de 2011: Bonitasoft BPM supera el millón de descargas y 250 clientes de pago.
- 27 de octubre de 2011: Lanzamiento de Bonita Open Solution 5.6. Se agregan nuevas ofertas para maximizar la productividad, acelerar la entrega de aplicaciones basadas en procesos de negocios y asegurar implementaciones de misión crítica.
- 28 de septiembre de 2012: Lanzamiento de Bonita 5.3.7
- 11 de octubre de 2012:  Lanzamiento de Bonita 5.8
- 20 de noviembre de 2012:  Lanzamiento de Bonita 5.9
- 8 de enero de 2013:  Lanzamiento de Bonita 5.9.1
- 15 de marzo de 2013: Lanzamiento de Bonita 5.10, Admite la agrupación en clúster en los Paquetes de Suscripción de Bonitasoft (SP) pero no la agrupación en clúster en Bonita Open Source (BOS).
- 5 de junio de 2013: Lanzamiento de Bonita 6.0, con una completa reescritura del Motor y el Portal.
- 8 de julio de 2014: Bonitasoft presenta BonitaCloud
- 16 de diciembre de 2014: Lanzamiento de Bonita BPM 6.4.0
- 18 de junio de 2015: Lanzamiento de Bonita BPM 7.0.0
- 6 de agosto de 2015: Lanzamiento de Bonita BPM 7.0.2
- 16 de septiembre de 2015: Lanzamiento de Bonita BPM 7.1
- 9 de febrero de 2016: Lanzamiento de Bonita BPM 7.2
- 19 de julio de 2016: Lanzamiento de Bonita BPM 7.3
- 5 de enero de 2017: Lanzamiento de Bonita BPM 7.4
- 30 de mayo de 2017: Lanzamiento de Bonita BPM 7.5
- 8 de diciembre de 2017: Lanzamiento de Bonita BPM 7.6
- 7 de junio de 2018: Lanzamiento de Bonita BPM 7.7
- 6 de diciembre de 2018: Lanzamiento de Bonita BPM 7.8
- 2 de julio de 2019: Lanzamiento de Bonita BPM 7.9
- 6 de febrero de 2020: Lanzamiento de Bonita BPM 7.10
- 25 de junio de 2020: Lanzamiento de Bonita BPM 7.11
- 28 de enero de 2021: Lanziamento de Bonita 2021.1